# Stoke Heath (Shropshire)
 (février 2025).
Si vous disposez d'ouvrages ou d'articles de référence ou si vous connaissez des sites web de qualité traitant du thème abordé ici, merci de compléter l'article en donnant les références utiles à sa vérifiabilité et en les liant à la section « Notes et références ».
Pour les articles homonymes, voir Stoke et Heath.
Stoke Heath est un village du Shropshire, en Angleterre.
Il s'y trouve la prison de Stoke Heath (en) une prison pour mineurs et institution pour jeunes délinquants (en).